# Interochromis loocki
Interochromis loocki är en fiskart som först beskrevs av Poll, 1949.  Interochromis loocki ingår i släktet Interochromis och familjen Cichlidae. IUCN kategoriserar arten globalt som livskraftig. Inga underarter finns listade i Catalogue of Life.